# Strynø
Strynø là 1 đảo nhỏ của Đan Mạch, nằm ở phía nam đảo Tåsinge, đông bắc đảo Ærø, phía tây đảo Langeland. Đảo có diện tích là 4,88 km², với số dân 218 người (năm 2007).
Trên đảo có 1 tiệm bán hàng, 1 tiệm ăn, 1 nhà trẻ, 1 trường tiểu học, 1 nhà thờ và nhà bảo tàng nhỏ về hàng hải tên Øhavets Smakkecenter..
Về giao thông, có tuyến tàu phà từ Rudkøbing (đảo Langeland) tới Strynø (chừng 28 phút).
Về hành chính, Strynø trực thuộc thị xã Langeland và Vùng Nam Đan Mạch.
Hàng năm vào đầu tháng Năm, có dựng 1 cây nêu tháng Năm trước tiệm bán hàng, để tưởng nhớ lễ hội tháng Năm truyền thống từ năm 1868